# Something/Anything?
Something/Anything? es el tercer disco del músico estadounidense Todd Rundgren, grabado y publicado en febrero de 1972. Este disco es el más cotizado y el más largo de Rundgren, e incluye éxitos como "I Saw The Light", "Wolfman Jack" y su éxito más grande "Hello It's Me", que alcanzó la quinta posición en el "Billboard Hot 100".
El álbum alcanzó la posición n.º 29 en la lista "Billboard 200", conservando este lugar por tres años luego de su lanzamiento. Más tarde fue certificado como disco de oro. En 2003 se posicionó en el lugar 173 en el listado de los 500 mejores álbumes de todos los tiempos de la revista Rolling Stone.
Rundgren tocó todos los instrumentos en las grabaciones de este disco.

## Lista de canciones

### Disco Uno
(Lado uno del vinilo)
- "I Saw the Light" – 2:56
- "It Wouldn't Have Made Any Difference" – 3:50
- "Wolfman Jack" – 2:54
- "Cold Morning Light" – 3:55
- "It Takes Two to Tango (This Is for the Girls)" – 2:41
- "Sweeter Memories" – 3:36

(Lado dos del vinilo)
- "Intro" – 1:11
- "Breathless" – 3:15
- "The Night the Carousel Burned Down" – 4:29
- "Saving Grace" – 4:12
- "Marlene" – 3:54
- "Song of the Viking" – 2:35
- "I Went to the Mirror" – 4:05

### Disco Dos
(Lado tres del vinilo)
- "Black Maria" – 5:20
- "One More Day (No Word)" – 3:43
- "Couldn't I Just Tell You" – 3:34
- "Torch Song" – 2:52
- "Little Red Lights" – 4:53

(Lado cuatro del vinilo)
- "Overture—My Roots: Money (That's What I Want) / Messin' with the Kid" (Janie Bradford, Berry Gordy, Mel London) – 2:29 [3]
- "Dust in the Wind" (Mark Klingman, Rundgren) – 3:49
- "Piss Aaron" – 3:26
- "Hello It's Me" – 4:42
- "Some Folks Is Even Whiter Than Me" – 3:56
- "You Left Me Sore" – 3:13
- "Slut" – 4:03